# Game Republic (rivista)
Game Republic, conosciuta anche con la sigla GR, è stata una rivista italiana che si occupava di videogiochi multipiattaforma, edita da Play Media Company tra il 1999 e il 2015.

## Storia
La rivista nacque nel settembre del 1999 uscendo con un numero 0 (in copertina c'era Link, il protagonista del videogioco Zelda) che era in allegato al PlayStation Magazine n. 18, ai tempi rivista della casa editrice Play Media Company.
Dal numero 83 la casa editrice cambia nome, da Play Press Publishing a Play Media Company.
La rivista nel dicembre 2008 ha festeggiato il 100° numero.
Il numero di giugno 2013 celebra il 150° numero e include una ristampa del numero 0.
Dopo poco più di un anno dalla chiusura della rivista, le pubblicazioni sono riprese nel luglio 2015, con il numero 160. La riapertura della rivista dura però ben poco e dopo appena due numeri cessa definitivamente le pubblicazioni.

## Numeri
|      | Gen | Feb | Mar | Apr | Mag | Giu | Lug | Ago | Set | Ott | Nov | Dic |
| 1999 | -   | -   | -   | -   | -   | -   | -   | -   | 0   | 1   | 2   | 3   |
| 2000 | 4   | 5   | 6   | 7   | 8   | 9   | 10  | 11  | 12  | 13  | 14  | 15  |
| 2001 | 16  | 17  | 18  | 19  | -   | 20  | 21  | 22  | 22  | 23  | 24  | 25  |
| 2002 | 26  | 27  | 28  | 29  | 30  | 31  | 32  | 32  | -   | 33  | 34  | 35  |
| 2003 | 36  | 37  | 38  | 39  | 40  | 41  | 42  | 43  | 43  | 44  | 45  | 46  |
| 2004 | 47  | 48  | 49  | 50  | 51  | 52  | 53  | 54  | 54  | 55  | 56  | 57  |
| 2005 | 58  | 59  | 60  | 61  | 62  | 63  | 64  | 65  | 65  | 66  | 67  | 68  |
| 2006 | 69  | 70  | 71  | 72  | 73  | 74  | 75  | 76  | 76  | 77  | 78  | 79  |
| 2007 | 80  | 81  | 82  | 83  | 84  | 85  | 86  | 87  | 87  | 88  | 89  | 90  |
| 2008 | 91  | 92  | 93  | 94  | 95  | 96  | 97  | 98  | 98  | 99  | -   | 100 |
| 2009 | 101 | 102 | 103 | 104 | 105 | 106 | 107 | 107 | 108 | 109 | 110 | 111 |
| 2010 | 112 | 113 | 114 | 115 | 116 | 117 | 118 | 119 | 119 | 120 | 121 | 122 |
| 2011 | 123 | 124 | 125 | 126 | 127 | 128 | 129 | 130 | 130 | 131 | 132 | 133 |
| 2012 | 134 | 135 | 136 | 137 | 138 | 139 | 140 | 141 | 142 | 143 | 144 | 145 |
| 2013 | 146 | 147 | 148 | -   | 149 | 150 | 151 | 151 | 152 | 153 | 154 | 155 |
| 2014 | 156 | 157 | -   | 158 | 159 | -   | -   | -   | -   | -   | -   | -   |
| 2015 | -   | -   | -   | -   | -   | -   | 160 | -   | 161 |     |     |     |